# 冯绳武
冯绳武（1912年—1991年），字士吾，男，甘肃秦安人，中国区域地理学家，曾任兰州大学教授、硕士生导师。